# Донован (Іллінойс)
Донован (англ. Donovan) — селище (англ. village) в США, в окрузі Іроквай штату Іллінойс. Населення — 251 особа (2020).

## Географія
Донован розташований за координатами 40°53′6″ пн. ш. 87°36′51″ зх. д. / 40.88500° пн. ш. 87.61417° зх. д. (40.885135, -87.614041).  За даними Бюро перепису населення США в 2010 році селище мало площу 0,80 км², уся площа — суходіл.

## Демографія
Згідно з переписом 2010 року, у селищі мешкали 304 особи в 117 домогосподарствах у складі 88 родин. Густота населення становила 378 осіб/км².  Було 135 помешкань (168/км²).
Расовий склад населення:
| - 96,4 % — білих - 2,0 % — чорних або афроамериканців - 0,7 % — корінних американців - 0,3 % — азіатів |

До двох чи більше рас належало 0,0 %. Частка іспаномовних становила 1,6 % від усіх жителів.
За віковим діапазоном населення розподілялося таким чином: 23,7 % — особи молодші 18 років, 62,5 % — особи у віці 18—64 років, 13,8 % — особи у віці 65 років та старші. Медіана віку мешканця становила 38,8 року. На 100 осіб жіночої статі у селищі припадало 98,7 чоловіків;  на 100 жінок у віці від 18 років та старших — 93,3 чоловіків також старших 18 років.
Середній дохід на одне домашнє господарство  становив 46 994 долари США (медіана — 40 313), а середній дохід на одну сім'ю — 52 778 доларів (медіана — 43 125). Медіана доходів становила 36 964 долари для чоловіків та 30 179 доларів для жінок. За межею бідності перебувало 27,9 % осіб, у тому числі 48,1 % дітей у віці до 18 років та 14,3 % осіб у віці 65 років та старших.
Цивільне працевлаштоване населення становило 121 осіб. Основні галузі зайнятості: освіта, охорона здоров'я та соціальна допомога — 28,1 %, виробництво — 14,9 %, транспорт — 9,1 %, роздрібна торгівля — 9,1 %.